# Щегол (роман)

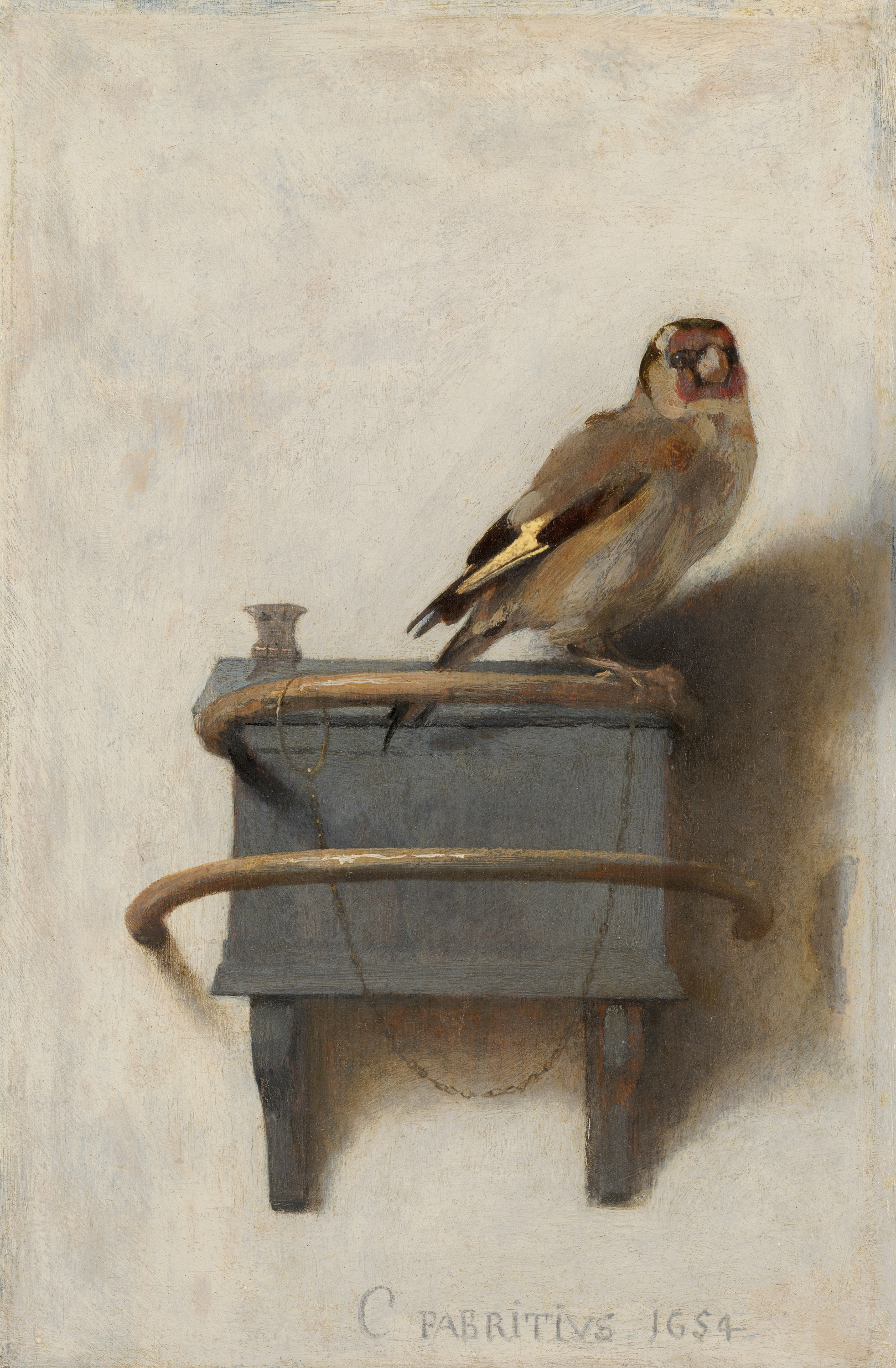
Картина голландского художника Карела Фабрициуса «Щегол» (1654), использованная для обложки одноимённого романа

«Щегол» (англ. The Goldfinch) — третий роман американской писательницы Донны Тартт, опубликованный в 2013 году. Роман назван в честь картины известного голландского художника Карела Фабрициуса «Щегол» (1654), которая играет важную роль в судьбе главного героя. Книга стала лауреатом многих наград, в том числе Пулитцеровской премии за художественную книгу 2014 года.

## Сюжет
Очнувшись после взрыва в нью-йоркском Метрополитен-музее, тринадцатилетний Тео Декер получает от умирающего старика кольцо и редкую картину авторства Карела Фабрициуса с наказом вынести их из музея. Тео будет скитаться по разным домам и семьям: от нью-йоркских меценатов до старика-краснодеревщика, от дома на окраине Лас-Вегаса до гостиничного номера в Амстердаме, — а украденная картина станет тем проклятьем, что утянет его на самое дно, и той соломинкой, которая поможет ему выбраться к свету.

## Отзывы
Зарубежные и российские критики единодушно приняли роман.
Так, российский кинокритик и журналист Антон Долин пишет: 
В этой книге столько красоты и тайны, столько пронзительного и смешного, парадоксального и первооткрывательского, но при этом уютно-классического, что у меня перехватило дух и до сих пор не отпускает.
Рецензент «Афиши» Варвара Бабицкая находит в романе Тартт отсылки к Рэю Брэдбери и Чарльзу Диккенсу, а также отмечает:
Искусство было придумано как психотерапия, предлагая читателю катарсис, и Тартт возвращает роману эту непосредственную, простую, утешительную функцию: и прямо, в виде проповеди на последней странице, и косвенно — самой протяженностью своей книги во времени.
Стивен Кинг также выразил восхищение романом, добавив: «Таких книг, как „Щегол“, за десять лет появляется штук пять, не больше. Она написана и с умом, и с душой. Донна Тартт представила публике блистательный роман».

## Награды
Помимо Пулитцеровской премии за художественную книгу (2014), роман также удостоился Итальянской литературной премии для иностранных писателей — Премия Малапарте (2014) и Медали Эндрю Карнеги за лучшую художественную книгу опубликованную в США (2014).
«Щегол» был назван Лучшей книгой 2013 года по версии сайта Amazon.com.

## Экранизация
Права на экранизацию романа выкуплены студией Warner Bros. Сценаристом назначен Питер Строхан (Peter Straughan), работавший над фильмами «Безумный спецназ» (2009), «Шпион, выйди вон!» (2011), «Фрэнк» (2013).
Кинокартина «Щегол» вышла в мировой и российский прокат 12 сентября 2019 года. Режиссером стал Джон Кроули, известный работами в сериале «Настоящий детектив» и экранизацией романа Колма Тойбина «Бруклин». Главные роли в фильме исполнили Энсел Элгорт, Анейрин Барнард и Николь Кидман.